# 10425 Landfermann
10425 Landfermann è un asteroide della fascia principale. Scoperto nel 1999, presenta un'orbita caratterizzata da un semiasse maggiore pari a 2,5336062 UA e da un'eccentricità di 0,0748661, inclinata di 2,22803° rispetto all'eclittica.